# هارولد بروک
هارولد بروک (انگلیسی: Harold Brook; ۱۵ اکتبر ۱۹۲۱ – ۱ ژانویهٔ ۱۹۹۸) بازیکن فوتبال اهل بریتانیا بود.
از باشگاه‌هایی که در آن بازی کرده‌است می‌توان به باشگاه فوتبال لینکولن سیتی و باشگاه فوتبال لیدز یونایتد اشاره کرد.